# 세월호 침몰 사고의 경과
이 문서는 세월호 침몰 사고 발생 이후의 사건을 날짜별로 정리한다.

## 2014년

### 4월
- 사고 발생일(4월 16일)

해양경찰특공대, 해군 SSU, 해군 UDT, 육군 특전사의 잠수요원들이 수색, 구조 작업에 투입되었다. 그러나 조류가 거세어 작업이 어려웠으므로, 정조 시간대에 맞춰 오후 6시 30분부터 잠수부 4명을 투입하여 1차 수색 작업을 시작하였다. 오후 8시가 되면서 실종자 수색 작업이 중지되었다.
- 사고 발생 2일(4월 17일)

해경은 정조 시간대인 17일 오전 1시 즈음부터 조명탄을 쏘아 수색을 재개할 예정이라고 발표하였다.
오전까지 집계된 사망자는 총 9명이었다. 오후에는 민간 잠수부가 실종자들을 수색하다가 파도와 바람에 휩쓸려 실종되었다가 20분 만에 낚싯배에 발견되어 구조되는 등 조류의 영향이 매우 심하였다. 오후 8시 30분, 시신 1구를 추가 수습하였다(사망자 10명). 10분 뒤, 서해지방해양경찰청은 굵어진 빗방울과 조류 때문에 중단했던 수중 수색을 재개한다고 밝혔다. 이때 선내진입을 위해 무인 로봇을 동원하였다. 오후 11시 29분까지, 시신 8구를 추가 수습하였다(사망자 18명).
- 사고 발생 3일(4월 18일)

오전 1시까지 시신 6구를 추가 수습하였다(사망자 24명). 또한 이 시간부터 세월호를 인양할 크레인 3대가 속속 도착하기 시작하였다. 그러나 선체인양 작업을 시작한다면 선체가 흔들려 에어포켓에 해수가 밀려들 위험성이 있다. 또한, 선체인양 작업 돌입은 사실상 구조작업의 포기를 의미한다. 따라서 선체인양 시작 시기에 대해서는 이 시간 기준으로 정해진 바가 없었다. 오전 1시 14분, 시신 1구를 추가 수습하였다(사망자 25명). 오전 8시 경, 썰물로 완전히 잠기지 않고 남아 있던 뱃머리 부분의 높이가 1m로 줄었다. 17일에는 2~3m 높이, 20~30m 정도의 길이였다. 이때부터 수면 위에 남아 있던 선체 일부가 점점 보이지 않기 시작하였다. 오전 10시 56분, 시신 1구를 추가 수습하였다(사망자 26명). 이 시신은 사고 선박 450m 인근 해역에서 발견되어, 시신이 멀리 떠내려 갈 우려가 대두되었다. 오후 12시 50분에는 시신 2구를 추가 수습하였다(사망자 28명). 오후 3시 38분, 서해지방해양경찰청은 구조대 잠수요원들이 선내 2층 화물칸의 문을 여는데 성공하였고 객실 진입은 시도 중이라고 밝혔다. 그러나 곧 잠수요원들은 화물 때문에 진입로를 개척할 수 없었다. 오후 3시 56분, 가이드라인마저 끊어져 수색을 더 전개할 수 없게 된 잠수요원들은 일단 철수하였다. 이후 잠수요원들은 다시 3층 입구에 도착해, 다시 진입을 시도하기 시작하였으나 결국은 진입할 수 없었다. 오후 11시 45분, 시신 1구를 추가 수습하였다(사망자 29명).
- 사고 발생 4일(4월 19일)

오전 5시 50분경에 잠수 요원들이 3층에서 4층으로 올라가는 계단을 확보하는 도중 4층 객실 유리창으로 구명조끼를 입고 있는 시신 3구를 발견하였다. 그들은 유리창을 깨려 하였으나 실패하였다. 오후 11시 48분까지 시신 4구를 추가 수습하였다(사망자 33명).
- 사고 발생 5일(4월 20일)

오후 5시까지 시신 25구를 추가 수습하였다(사망자 58명). 이후 대한민국 정부는 세월호 침몰 사고와 관련, 경기도 안산시와 전남 진도군을 특별재난지역으로 선포하였다.
- 사고 발생 6일(4월 21일)

오전 7시 20분까지 시신 5구를 추가 수습하였다(사망자 64명). 다이빙벨에 대한 이종인 알파잠수기술공사 대표(낙관론)와 황대식 해양구조협회 본부장(비관론)이 대립한 가운데. 오후 12시 40분경, 이종인 알파잠수기술공사 대표가 바지선에 다이빙벨을 싣고 진도 팽목항에서 세월호 침몰 현장으로 출발하였다. 그러나 다이빙벨 사용은 곧 불허되었다. 정부는 "다이빙벨은 시야확보가 매우 제한적"이라면서 "격실구조가 복잡한 선체내부 수색의 경우 공기공급 호스가 꺾여 공기 공급이 중단될 가능성과 오랫동안 수중체류로 인한 잠수병에 노출될 위험성이 있다"고 이유를 밝혔다. 오후 9시 15분까지, 시신 23구를 추가 수습했다(사망자 87명).
- 사고 발생 7일(4월 22일)

오후 7시까지 시신 26구를 추가 수습하였다(사망자 113명). 또한, 22일부터 사흘 간 조류가 가장 느린 소조기였다. 이 잠수요원들은 24시간 집중수색에 돌입하였다. 잠수요원들은 식당과 노래방 등 편의시설이 있는 3층과 객실이 몰려 있는 4층 수색에 집중하였다. 특히 승객이 많이 모여 있었을 것으로 추정되는 3층 식당 칸 진입이 그들의 목표였다. 잠수요원은 21일에 오전 식당 칸으로 가는 진입로를 이미 개척했기 때문에 식당 출입문 개방에 주력하였지만 식당 옆 라운지에서 사망자를 발견했을 뿐 진입이 여의치 않았다. 해경 측에서는 "라운지와 식당 칸 사이에는 격벽이 있는데, 그것을 부수는 게 쉽지 않았다"고 말하였다. 격벽을 뚫더라도 뒤엉켜 있는 부유물은 수색 시간을 더디게 하는 2차 장애요인이며, 일부 구명조끼를 입지 않았던 탑승자들의 유실 가능성도 컸다. 수색이 집중되더라도 조류가 다시 빨라지기 전인 24일까지 구조를 완료하는 것도 불투명하였다. 설치된 가이드라인 5개로는 1회 수색 시 2인 1조로 잠수부 10명만 투입할 수 있기 때문이다. 상황에 따라 가이드라인 5개를 추가로 설치할 수 있지만, 이를 위해서는 하루 이틀의 시간이 또 필요하였다. 이미 일부 시신의 훼손이 시작되고 있어서 얼굴만으로 신원을 알아보기 어려워질 것이 우려되었다. 오후 3시 40분, 우여곡절 끝에 식당 진입에 성공하였다. 오후 9시까지 시신 8구를 추가 수습하였다(사망자 121명).
- 사고 발생 8일(4월 23일)

오전 10시 10분까지 시신 20구를 추가 수습하였다(사망자 141명). 시신 다수는 주로 4층 전체 격실에서 발견되었다. 오전 11시까지 시신 9구를 추가 수습했고(사망자 150명), 오후 11시까지 시신 9구를 추가로 수습하였다(사망자 159명).
- 사고 발생 9일(4월 24일)

오후 7시까지 시신 16구를 추가 수습하였다(사망자 175명). 이날은 수색에 가장 적합한 소조기의 마지막 날로, 오후부터 유속이 빨라지기 시작하기에 수색 작업에 어려움을 겪을 것으로 예상하였다. 해군은 24일 여명 이후 조명탄 900발을 동원한 합동구조팀이 조명탄 900여 발을 준비, 야간에도 구조 및 수색작업을 이어갈 계획이라 밝혔다. 사람들은 잔잔한 물살 때문에 혹시 성과가 있을지도 모른다고 기대했지만, 생존자 소식은 여전히 없었다. 해군은 다관절 탐사 로봇인 크랩스터를 투입하였으나, 이를 제대로 활용하는데는 시간이 걸린다고 밝혔다.
- 사고 발생 10일(4월 25일)

사고 당시 학생들이 많았을 것으로 추정되는 3층 앞쪽과 4층을 중심으로 수색이 진행되었다. 세월호는 이미 왼쪽으로 90도 기운 채 가라앉은 상태였고, 선박 왼쪽은 해저면에 닿아 있고 오른쪽이 수면을 향한 상태였으며, 이날 수색팀은 시신 10구를 수습하였다(사망자 185명).
- 사고 발생 11일(4월 26일)

0시 50분경 3층 중앙식당에서 시신 2구를 추가로 발견해 수습하였다(사망자 187명). 기상 상황이 전날보다 좋지 않아 조류와 파고, 풍속이 전날보다 많이 강해졌고 밤부터는 비까지 오기 시작했다. 이 때문에 새벽에 다이빙벨을 투입하려고 하였으나 설치하는 데 실패했고, 끝내 팽목항으로 철수하였다. 조류가 강해지는 중이라 다이빙벨을 사용하려면 4월 28일 이후에나 가능할 것 같다고 하였다. 또, 선내에 있는 물건들 때문에 수색 작업 자체에 난항을 겪고 있다고 하였다. 미국 해군 구조함인 세이프가드 함이 새벽이 도착해 구조 활동을 도울 예정이었으나 물품 수급 문제 때문에 중간기지에 들르게 되어 몇 시간 지난 뒤에 도착하였다.
- 사고 발생 12일(4월 27일)

14시경 선내에서 시신 1구를 수습하는 데 그쳤다(사망자 188명). 팽목항뿐 아니라 사고 해역도 바람이 거세게 불면서 다시 유속이 빨라지고 있었고, 잠수사들은 조류, 시야를 다 뚫고 들어간다고 하더라도 객실 안으로 들어가는 것 자체가 문제라고 주장하였다. 그래서, 먼저 용접을 통해서 벽면이나 문을 뜯어내고 들어가는 방법, 또 하나는 소량의 폭약을 사용해서 뚫고 들어가는 방법 두 가지 대안이 제시되었다. 하지만, 문제는 자칫 폭약이나 용접 방법을 쓸 경우 가까이 붙어 있던 시신이나 혹시나 생존해 있던 사람이 다칠 위험이 있으므로 해군은 이런 방법은 가족들의 동의가 선결된 다음에 쓰겠다는 방침을 정하였다. 풍랑예비특보가 오전에 내려졌고, 오후에는 풍랑주의보로 격상되었는데, 이 해역에 풍랑주의보가 내려진 건 이 날이 처음이었다.
- 사고 발생 13일(4월 28일)

14시 10분경 단원고 남학생으로 추정되는 시신 1구를 수습하였다(사망자 189명). 해경이 침몰당시 최초 구조상황 영상을 공개했으며, 기관직의 8명은 뒤쪽으로, 항해직 7명은 조타실로 탈출한 모습이 확인되었다. 그리고 중앙수사본부가 카카오톡의 압수수색을 통해 확인한 결과, 세월호에서 나온 마지막 카카오톡 메시지는 10시 17분에 학생이 보낸 것으로 확인되었다. 이 시각은 세월호가 90도로 기울어져 침몰하던 순간이었다.
- 사고 발생 14일(4월 29일)

민관군 합동구조팀은 이날 세월호 5층 로비와 4층 선수 좌현 방 등을 수색했고, 그 결과 오후 4시까지 사망자 16명의 시신을 추가로 수습하였다(사망자 205명). 박근혜 대통령은 이 날 8시 55분경 안산 화랑유원지를 방문해 조문하였다. 박 대통령은 조용하고 차분한 가운데 추모의 뜻을 전하고 유족을 위로하기 위해 일반인의 조문이 시작되기 전에 일찍 분향소를 찾은 것으로 전해졌다. 그러나 박 대통령이 이번 사고에 대한 사과 없이 떠나자 일부 유족들은 분향소 한 가운데 큼지막하게 놓여있는 박 대통령 등 고위 공무원과 정치인들의 조화를 치울 것을 요구했다. 결국, 박 대통령, 강창희 국회의장, 정홍원 총리, 황우여 새누리당 대표최고위원, 강병규 안전행정부 장관, 이주영 해양수산부 장관 등의 조화는 모두 밖으로 치워졌다. 또한 방송에 공개된 분향소 방문 장면에서 박 대통령이 위로한 할머니가 유가족이 아닌 정부 측이 동원한 인물로 해당 장면이 연출되었음이 밝혀졌다.
- 사고 발생 15일(4월 30일)

15시 44분경까지 7명의 시신을 추가로 수습하였다(사망자 212명). 사리 기간이지만 기상 상황은 좋은 편이라서 파도가 전날보다 약하다는 전망이 나왔다. 한편, 이종인 대표의 다이빙 벨은 정조시간인 새벽 2시 39분을 전후해 투입을 시도, 2시 55분께 버팀줄 선체 이음매 조이기에 성공하였으나, 버팀줄에서 선내 진입구까지 단거리 유도선 설치에 실패하였다. 높은 파고로 알파 바지선의 가로·세로 움직임이 컸기 때문이라고 한다. 오후 3시 45분에 다이빙벨을 선미 쪽에 투입했지만 투입 과정에서 잠수부 1명의 공기호스가 다이빙벨 운용 와이어에 씹혀 터지는 바람에 다이빙벨은 투입된지 28분만에 밖으로 건져졌다.

### 5월
- 사고 발생 16일(5월 1일)

전날과 마찬가지로 4층 뱃머리 좌측과 5층 로비를 집중 수색하였고, 그 결과 희생자 9명이 추가로 발견되었다(사망자 221명). 물살의 흐름이 빠른 사리 기간이어서 구조 작업이 여의치 않고, 선체로 진입하더라도 여러 부유물로 가로막혀 문을 열기 쉽지 않은 상황이었다. 구조팀은 일단 주요수색 대상 객실 64개 가운데 44개 객실에 대한 수색을 끝마쳤다. 그날 새벽, 사고 해역에 다이빙벨을 투입한 뒤 잠수부 두 명이 세월호 선내에 진입해 각각 20여 분씩 수색작업을 벌였지만 실종자들을 찾지는 못하였다. 선내 진입에 성공했지만 기존에 설치된 가이드라인들이 많아 작업에 어려움을 겪었다고 한다. 이후 이 대표는 오전 11시쯤 사고 해역에서 바지선과 다이빙벨을 철수시켰으며, 이 대표는 실종자 가족들에게 죄송하다고 말하였다.
- 사고 발생 17일(5월 2일)

16시 15분경까지 7명의 시신을 추가로 수습하였다(사망자 228명). 당일 서울에선 지하철 추돌사고까지 겹쳤고, 생사를 알지 못하는 실종자 수는 74명이 남아 있었다. 실종자 가족들이 가이드라인이 6개인데 왜 4개팀씩 밖에 잠수를 못 하느냐고 묻자, 해경은 잠수 요원의 통신기가 고장났다고 밝혀 가족들이 실망하기도 하였다. 도면과 실제 배 구조가 달라서 수색에 어려움을 겪고 있다고 하며, 검경합동수사본부도 도면과 실제 구조가 다르다는 관련자의 진술도 확보하고 불법 구조 변경에 대해서 수사하였다. 또, 수색 기간이 길어지면서 잠수 요원들의 피로도 많이 쌓이는 상황인데, 대책으로 민간 잠수요원들을 모집하고 있다고 하였다.
- 사고 발생 18일(5월 3일)

16시 50분경까지 8명의 시신을 추가로 수습하였다(사망자 236명). 조류가 센 사리기간이 끝남과 동시에 1차 수색이 끝나는 날이다. 민관군 합동구조팀은 새벽 정조 시간에 맞춰 잠수 수색을 위해 대기했지만 사리 기간이 끝났음에도 불구하고 여전히 드센 조류에 잠수를 하지 못했으며, 12시 10분경에 2명의 희생자를 수습하면서 수색을 재개하였다.
- 사고 발생 19일(5월 4일)

18시 11분경까지 12명의 시신을 추가로 수습하였다(사망자 248명). 객실 수가 많은 4층 중앙 뱃머리쪽을 수색하면서 한 차례 수색을 마친 3층 중앙과 4층 뱃머리쪽을 다시 한 번 수색할 계획이라 밝혔지만, 오후 들어 바람이 세지고 파도가 높게 일었다.
- 사고 발생 20일(5월 5일)

오후 7시 26분경까지 14명의 시신을 추가로 수습하였다(사망자 262명). 범정부사고대책본부는 실종자의 시신 유실에 대비해 쌍끌이 저인망 어선과 안강망을 추가로 투입하고 침몰지점 인근까지 그물을 설치하였다. 구조팀은 총 111개 공간 중 64곳에 실종자가 있을 것으로 보고 이 가운데 61곳의 수색을 완료한 구조팀은 로비, 계단, 매점, 오락실, 화장실 등 공용구역을 수색할 계획이다. 또 이미 수색한 공간 중에서도 다인실 등을 다시 수색하고, 15일까지 실종자를 모두 찾지 못하면 1·2층 화물칸도 살펴볼 계획이다.
- 사고 발생 21일(5월 6일)

저녁 8시 47분경까지 6명의 시신을 추가로 수습하였다(사망자 268명). 유속이 느린 소조기를 맞아 곧바로 수색을 재개, 세월호 객실 64개를 모두 개방하였다. 사고 현장에서 수색작업 중이던 이모씨(잠수사)가 숨지는 사고가 발생하였다. 사고 발생 후 3주가 지나고 있지만 구조현장 최일선에서 탈진과 잠수병에 시달리는 민간잠수사들에 대한 지원은 기대에 못 미치고 있다.
- 사고 발생 22일(5월 7일)

9시 27분경 4층 선미 부분에서 여성으로 추정되는 시신 1구를 수습하는 데 그쳤다(사망자 269명). 정부는 세월호 탑승객 현황을 또 다시 정정했다. 구조자수를 174명에서 172명으로 조정한 것인데, 이 시점에서 사망자는 269명, 실종자는 35명으로 집계되었다. 물살이 느려지는 소조기 첫날로 정조 시간 외에도 수색이 가능하다고 보고 있으며 10일까지 1차 수색을 마무리한 64개 격실 가운데 일부를 다시 수색하고 화장실, 매점 등 공용공간 47곳도 수색하기로 했으며 화물칸으로 수색 범위를 넓히는 것도 검토하고 있다. 유실방지 전담반(TF)은 진도군 내 양식장 2천172ha를 대상으로 어민들에게 자율수색을 요청하였다. 한편, 인명피해가 전 날에 이어 또 다시 발생했는데, 침몰 해역에서 대기 중인 목포해양경찰서 3009함에서 해양경찰청 인천 항공대 소속 정모 경사가 쓰러져 의식 불명에 빠졌다.
- 사고 발생 23일(5월 8일)

21시 27분경까지 4명의 시신을 추가로 수습하였다(사망자 273명). 전 날 수색작업에 투입됐다가 뇌출혈로 쓰러진 인천해경 항공대 소속 정모 경사가 다행히 의식을 되찾았다. 새정치민주연합 김한길·안철수 공동대표는 오전 7시 20분께 진도 실내체육관을 찾아 실종자 가족들을 위로하고 자원봉사자들을 격려하였다.
- 사고 발생 24일(5월 9일)

오후 9시 42분쯤 4층 선수 좌현 격실에서 남학생으로 보이는 시신 1구를 추가로 수습하는 데 그쳤다(사망자 274명). 1노트가량 유속이 지속된 데다 세월호 일부 공간에는 내부 구조물까지 무너져 수색을 더 어렵게 하고 있다. 석면 위에 목재, 섬유 소재, 합판 등을 덧댄 객실 벽과 천장 중 물에 불고 진입과정에서 문을 여닫는 충격을 받은 부분이 붕괴 위험이 있다고 범정부 사고대책본부는 전하였다. 특히 진입로가 막혀 화장실 등을 통해 우회 통로 개척에 힘쓰고 있는 4층 선수 중앙 좌현 쪽 객실의 붕괴 상황이 심각한 것으로 알려졌다.
- 사고 발생 25일(5월 10일)

오전 0시 53분경 시신 1구를 추가로 수습하는 데 그쳤다(사망자 275명). 바지선 위로 물결이 넘어올 정도로 파도와 바람이 강해 재입수가 불가능한 상황이 되었다. 범정부사고대책본부는 오전 진도군청에서 열린 정례 브리핑에서 "이날 오전 4시에 사고 해역에, 오는 11일 오전 기준 풍랑 특보 발령을 위한 예비특보가 내려짐에 따라 현재 수색 작업이 잠정 중단된 상태"라고 밝혔다. 세월호 선체의 붕괴 조짐이 보이기 시작했으며, 범정부사고대책본부에 따르면 붕괴 위험이 확인된 곳은 5층 선수 승무원 객실 통로와 중앙 특실 통로, 4층 선수 좌현 8인실 통로와 선미 30인실 통로 등 4곳이다.
- 사고 발생 26일(5월 11일)

합동구조팀은 기상악화로 잠수사들의 수중 수색은 물론 항공 수색과 해상 방제작업도 잠정 중단되었다. 수중 수색이 중단되자 실종자 가족들은 '붕괴 위험이 있는 객실에 대한 진입 방안과 안전 대책을 조속히 수립해달라'고 호소했다.
- 사고 발생 27일(5월 12일)

이날 오전 10시 범정부대책사고본부는 "10일 오전부터 중단됐던 수중 수색 작업을 이날 정오께 재개할 전망"이라고 밝혔다. 그러나 기상악화로 언딘리베로호가 정위치에서 약 50m가량 밀려났으며 이를 제자리로 이동하는 과정에서 앵커 체인에 연결된 와이어가 끊어진 것이 발견되었다. 이에 따라 이날 오후 5시까지 와이어 연결 작업을 하는 바람에 수색이 재개되지 못하였다. 이춘재 해경 경비안전국장은 이날 오후 5시 30분 진도군청에서 열린 범정부사고대책본부 정례 브리핑에서 "언딘리베로-미래호 바지선 두 척 모두 정위치에 있다"며 "(정조시간인) 오후 6시 48분을 전후해 잠수사를 투입하려고 준비 중"이라고 밝혔다. 사고 희생자·실종자·생존자 가족 대책위원회 유족 대표단 20여명은 실종자 가족들을 위로하기 위해 경기도 안산에서 전남 진도로 내려갔다. 이번 방문은 구조작업에 지친 실종자 가족들을 위로하고, 진도 인근 일부 섬 주민들이 요구하는 팽목항 개방 문제에 대해 협의하기 위한 것으로 알려졌다. 진도 인근 일부 섬주민들은 팽목항에 구조작업을 위한 대책본부 등이 설치되면서 인근에 개방된 임시항이 낮은 수심으로 여객선 운항 횟수가 줄자 생업에 어려움이 있다고 호소해 왔다.
- 사고 발생 28일(5월 13일)

합동구조팀은 기상 악화와 선내 일부 구역의 칸막이 약화 현상때문에 지난 10일 새벽부터 수중 수색을 중단하였다가 3일만인 이날 오전 0시 50분께 수색을 재개하였으며, 잠수사 16명을 투입해 2시간여 동안 유도줄을 점검하고 3층 선미 통로, 4층 선수 좌측 통로, 4층 선미 다인실, 5층 중앙 통로 등을 수색한 뒤 낮 정조시간에 다시 잠수사들을 투입하였다. 그 결과 사흘만에 시신 1구를 추가로 수습하였다(사망자 276명).
- 사고 발생 29일(5월 14일)

구조팀은 오전에는 수중 수색을 하지 못했으나 오후부터 수색을 재개해 총 5구의 시신을 수습하였다(사망자 281명).
- 사고 발생 30일(5월 15일)

민관군 합동구조팀은 시신 3구를 추가 수습했다고 밝혔다(사망자 284명). 물살이 빨라지는 대조기의 첫날이다. 다행히 오전에는 구름은 조금 끼어 있지만 비는 내리지 않고 있고 파도는 1m가 넘지 않아 비교적 잔잔하다. 바람과 파도는 수색하기에 나쁘지 않은 상태인데, 유속이 오늘 수색에 관건이 될 것으로 보인다. 스승의 날인 이 날, 안산 합동분향소에는 사망한 교사들의 많은 제자들이 찾아와 카네이션과 편지 등을 영정 앞에 두고 조문해 안타까움을 안겨주었다. 또한 많은 수의 제자를 잃은 단원고등학교를 비롯한 인근 중, 고등학교 교사들의 사연이 기사를 통해 소개되어 슬픈 스승의 날이 되었다.
- 사고 발생 31일(5월 16일)

박근혜 대통령은 이날 오후 3시 45분께 청와대에서 세월호 사고 가족 대책위원회 대표단과 면담한 자리에서 "마음고생이 이루 말할 수 없이 크실 텐데 진심으로 위로의 말씀을 드린다"며 "정부의 부족했던 부분에 대해서 다시 한 번 사과의 말씀을 드린다"고 밝혔다. 박 대통령은 이어 "다시는 이런 일이 발생하지 않도록 사회의 안전 시스템을 근본부터 다시 바로잡고 국가대개조라는 수준으로 생각하면서 사회에 기초부터 다시 세우는 것이 안타까운 희생을 헛되게 하지 않는 일이라고 생각한다"고 말했다.
- 사고 발생 32일(5월 17일)

민·관·군 합동구조팀은 이날 오전 3시 25분부터 4시 48분까지 1시간 20여 분 동안 잠수수색을 벌여 4시께 남성 시신 1구를 4층 선수 좌현 부분에서 수습하였다(사망자 285명). 기존에 수색작업을 하던 일부 민간 잠수사의 철수에 따라 범정부대책본부가 새로 확보한 8명의 잠수사를 수색 현장에 투입하였다. 민주노총과 참여연대 등 노동·시민단체들로 구성된 '세월호 참사 대응 각계 원탁회의'는 이날 오후 6시 청계광장에서 3만여명(경찰 추산 1만 1천여명)이 참가한 가운데 촛불 집회를 열고 진상 규명과 이를 위한 특별법 제정, 책임자 처벌 등을 촉구하였다. 한편, 세월호 참사가 발생한 지 한 달이 지나면서 민간잠수사들이 구조활동 중 잠수병으로 입원하는 사례가 늘어나고 있다.
- 사고 발생 33일(5월 18일)

범정부사고대책본부는 이날 오전 4시 53분께 3층 선원식당에서 여성으로 보이는 시신 1구를 인양했다고 밝혔다(사망자 286명). 민관군 합동구조팀은 이날 새로 모집한 민간 잠수사 1명을 포함해 모두 13명의 잠수사를 투입해 선체 수색에 나섰다. 주로 남은 실종자의 잔류 가능성이 큰 3층 식당과 주방, 선수 다인실, 4층 중앙 좌측 통로 등을 중심으로 수색을 벌였다. 구조팀은 이날 정조시간이 지나면서 조류 흐름의 속도가 1.6노트 이상으로 강해짐에 따라 수색을 중단하고 상황을 살피고 있다.
- 사고 발생 34일(5월 19일)

범정부 사고대책본부는 "19일 오후 6시 1분쯤 3층 주방과 식당 사이에서 구명조끼를 착용하지 않은 여성 희생자 1명을 수습했다"고 밝혔다. 희생자는 청색 긴팔 후드에 카키색 추리닝 차림으로 알려졌으며, 가족 확인 결과 전 모 교사로 밝혀졌다(사망자 287명). 민관군 합동구조팀은 전날 오후 10시께 수색을 벌일 계획이었지만 조류 흐름이 빨라 수색을 벌이지 못하다 이날부터 중조기가 시작됨에 따라 잠수사 10여명을 투입하여 수색을 벌이고 있다. 구조팀은 물살이 빠른 대조기가 전날 끝나면서 수색 작업이 상대적으로 원활해질 것으로 기대하고 있으나 선체 내부가 일부 붕괴되는 등 어려움도 예상되고 있다.
- 사고 발생 35일(5월 20일)

정홍원 국무총리는 "정부 입장에서는 (청해진해운 실소유주의) 모든 재산을 압류하는 등 조치를 취하는 노력을 기울여야 될 것"이라고 말했다.
- 사고 발생 36일(5월 21일)

민관군 합동구조팀은 오전 6시 24분께부터 수색을 시작, 여성 시신 한 구를 수습하였다(사망자 288명). 오전 10시 50분께 전남 진도 사고 해역에서 수색 작업 중이던 해양경찰관이 허리에 부상을 입어 병원으로 옮겨졌다.
- 사고 발생 37일(5월 22일)

대책본부는 이날 민관군 합동구조팀 128명이 대기한 가운데 3층 로비, 4층 중앙 선미, 5층 선수 등 전날 수색에 어려움을 겪은 부분을 중심으로 수색을 벌일 방침이다. 특히 선체 약화 현상이 심한 4층 선미 다인실과 5층 선수 객실에서는 많은 장애물과 붕괴 우려 때문에 잠수사의 안전을 고려해 장애물을 치우는 방식으로 조심스럽게 수색을 진행하고 있다. 대책본부 관계자는 잠수사들이 이들 객실의 수색을 어렵다고 판단하면 최후에는 수중 절단기로 잘라 크레인을 이용해 들어내는 방안도 강구할 방침이라고 밝혔다.
- 사고 발생 38일(5월 23일)

유속이 느려지는 소조기 첫날이었지만 기대만큼 유속이 떨어지지 않았고, 이 때문에 오후 정조 시간대에도 수색은 이뤄지지 못하였다. 범정부사고대책본부는 남은 실종자가 선체 3~5층에 나뉘어 있을 것으로 추정하고 있는데, 이 가운데 붕괴가 확인된 곳이 포함돼 있어 이에 대한 대책이 필요하다. 진입 대책이 검토만 될 뿐 구체적으로 실행되지 않으면서 실종자 가족이 직접 머리를 맞대고 있다. 일단 범대본이 검토하고 있는 선체 절단과 크레인 동원 방식이 과연 적절한지 논의가 이뤄지고 있으며, 적지 않은 실종자 가족이 선체 절단 방식에 동의하고 있는 것으로 파악되고 있다. 또한, 안산의 세월호 유가족 대책위원회 10여 명이 아침 6시 버스를 타고 진도로 향하였다.
- 사고 발생 39일(5월 24일)

민관군 합동구조팀이 130여 명의 잠수사를 동원해 구조작업에 나섰으나 지난 21일 4층 중앙에서 구명조끼를 착용하지 않은 여성의 시신을 수습한 이후 사흘째 수색에 성과를 거두지 못했다.이는 선체 약화 현상과 벽면 붕괴 등으로 잠수사들의 안전을 보장할 수 없는 등 수색 환경이 갈수록 어려워지기 때문으로 보인다. 이날 오전 4시 22분 첫 정조시간에 조류 속도가 2노트 이상으로 강해 수색하지 못하였다. 이에 따라 남은 3차례의 정조시간에 맞춰 실종자들이 많이 남아 있을 것으로 추정되는 3층 중앙과 4층 중앙 선미에 대해 집중적인 수색에 나선다.
한편, 침몰해역에서 활동해온 민간잠수사 작업바지선(DS-1)이 기상 악화로 오후 4시 40분께 인근 서거차도로 이동하였다. 또, 대책본부는 이날 오후 1∼4시 현장 바지선 위에서 희생자와 실종자 가족대표, 민간 자문위원과 민관군 합동구조팀 관계자 등이 참여한 가운데 수색구조 상황 개선방안에 대한 회의를 가졌다. 실종자 수색·구조 작업이 장기화하면서 세월호 내부로 어류가 들어갈 수 있다는 우려가 제기됨에 따라 범정부사고대책본부는 세월호 내부로 어류가 들어가는 것을 방지하고자 섬광등을 설치하고 있다고 밝혔다.
실종자 가족들은 이날 오후 진도항(팽목항)에서 기자회견을 열고 "진도군 조도면 섬 주민들이 팽목항을 이용할 수 있도록 항구 한쪽 출입로를 개방하고 가족들의 텐트 위치도 조정할 계획"이라고 밝혔다.
- 사고 발생 40일(5월 25일)

세월호 사고 수습을 위한 범정부사고대책본부는 실종자 가족 측 변호인의 회의 참석을 허용하기로 하였다.
- 사고 발생 41일(5월 26일)

민·관·군 합동구조팀은 이날 수중수색을 했으나 소득 없이 종료하였다.
- 사고 발생 42일(5월 27일)

합동구조팀은 새벽에 수색을 실시하였으나 실종자를 발견하지는 못하였다.
- 사고 발생 43일(5월 28일)

세월호 사고 희생자·실종자·생존자 가족 대책위원회(대책위)는 여야에 세월호 사고 진상 규명을 위한 국정조사를 즉각적으로 가동해 철저한 진상 규명에 나서라고 촉구하였다.
- 사고 발생 44일(5월 29일)

민·관·군 합동구조팀은 이날 오전 2시 19분부터 3시 27분까지 1시간여 동안 수색작업을 벌였으나 실종자를 수습하지는 못하였다. 선체 절단 작업에 투입될 새 바지(barge 화물운반선)는 예정보다 뒤늦게 사고해역에 도착하였다. 여야는 이날 밤 국회 본회의를 열어 세월호 침몰사고 진상규명을 위한 국정조사계획서를 재석의원 226명 가운데 찬성 224명, 기권 2명으로 통과시켰다.
- 사고 발생 45일(5월 30일)

선체 외관 일부 절단에 투입된 바지선은 4층 선미 창문 아래 위치에서 가로 4.8m 절개를 완료했으며 절개 구역 양 끝단 세로 방향 두 곳과 창문간 외판 두 곳도 추가로 절단할 계획이다. 미국 ROV는 오후에 현장에 투입되고 소나 장비는 현장상황을 감안해 활용여부를 결정할 예정이다. 민관군 합동구조팀은 124명이 3층 식당 주방과 선미 중앙 격실, 4층 선수격실과 중앙계단 및 선미 다인실, 5층 선수 격실을 수색할 계획이다. 범정부 사고대책본부에 따르면 이날 오후 3시 35분께 전남 진도군 관매도 인근 사고해역 수중에서 선체 외판 절개작업을 하던 이모씨가 부상을 입어 인근 병원으로 옮겨졌지만 사망했다. 한편, 사고 수습을 위해 일반에 폐쇄됐던 팽목항이 45일만에 섬주민에게 개방됐다.
- 사고 발생 46일(5월 31일)

서울을 비롯한 안산과 부산 등 주요 도시에서 세월호 사고 희생자를 추모하고 진상 규명을 촉구하는 집회와 행진이 열렸다.

### 6월
- 사고 발생 47일(6월 1일)

범정부사고대책본부는 "이날 오후부터 3∼4일간 수색이 중단될 것으로 예상하고 있으며 기상 여건에 따라 중·소형 선박은 물론 대형 함정 피항도 검토할 방침"이라 밝혔다.
- 사고 발생 48일(6월 2일)

침몰사고의 진상 규명을 위한 국정조사특별위원회가 가동을 시작하였다. 그러나 여, 야, 가족대책위 간의 혼선으로 여야가 따로 첫 일정을 소화하였다.
- 사고 발생 49일(6월 3일)

인천지방검찰청 특별수사팀은 "최근 익명의 인사가 우리나라 주재 모 대사관에 유병언 전 회장의 정치적 망명 가능성을 타진했지만 해당 대사관에서 단순 형사범이라는 이유로 망명 신청을 거절했다"고 말했다. 검찰은 해당 국가가 어디인지는 밝히지 않았으며 "복수의 국가는 아니다"라고 전했다. 한편, 침몰사고가 일어난지 49일째를 맞아 각지에서 희생자를 추모하는 49재가 열렸지만 진도에 있는 실종자 가족들은 이런 추모 분위기 때문에 아직 남은 16명의 실종자들이 잊혀질까 걱정하고 있다고 전해졌다. 이 때문에 진도항(팽목항)에서 49재가 열리는 것에 반대했는데 당초 예상과 달리 진행되면서 실종자 가족들은 직접 장소를 변경해 달라고 요청하기도 하였다.
- 사고 발생 50일(6월 4일)

대책본부는 5월 30일 발생했던 인명피해의 대책으로 기존의 산소 아크 절단방식 사용은 중단하고 유압 그라인더로 절단작업을 하기로 하였다. 대책본부는 창문 세 칸 크기의 작업 면적 중 창문과 창문 사이를 잇는 창틀 2곳 90cm가량의 추가 절단을 남겨두고 있으며 이 부분에 자석이 부착된 대형 그물망을 씌워 시신 유실에 대비하고 있다고 설명하였다.
- 사고 발생 51일(6월 5일)

범정부사고대책본부는 매물도 인근 해상에서 발견된 남성 시신은 일반인 탑승객 조모(44)씨인 것으로 확인하였다(사망자 289명).
국회 '세월호 침몰사고 진상 규명을 위한 국정조사 특별위원회' 소속 여야 의원들은 이날 오후 진도 팽목항을 방문하였다.
- 사고 발생 52일(6월 6일)

민·관·군 합동구조팀은 오전 8시 3분께 3층 선미 좌측 선원 침실에서 구명조끼를 착용하지 않은 남성의 시신을 수습하였다(사망자 290명). 합동구조팀은 오전 6시 33분부터 9시 5분까지 수중 수색과 4층 선미 창문 절단 작업을 병행했으며, 마무리 단계인 창문 절단은 아직 완료되지 않은 것으로 확인됐다.
- 사고 발생 53일(6월 7일)

민·관·군 합동구조팀은 선체 작업작업을 완료해 4층 선미 다인실 장애물 제거 및 3층 선수 격실과 식당 주방, 4층 선수 격실과 로비 수색에 나선다. 범정부 사고대책본부는 이날 "구조팀은 6일 밤 10시께 세월호 4층 선미 외판절단을 완료해 7일부터 장애물 수거 및 희생자 수색작업에 돌입할 예정"이라며, 선체 외판은 크레인을 이용해 바지선으로 수거했으며, 절단 부위에는 희생자 유실 방지를 위한 자석부착 그물망(가로 5.2m, 세로 1.9m)이 설치됐다고 밝혔다. 세월호 참사 희생자 유가족들은 전국 곳곳에서 세월호 진상 규명을 위한 특별법 제정을 촉구하는 서명운동을 벌였다.
- 사고 발생 54일(6월 8일)

오후 11시 30분경까지 2명의 시신을 추가로 수습하였다(사망자 292명). 대책본부는 이달 말까지 실종자 전원을 수습한다는 목표를 세우고, 20일까지 잠수사와 장비를 총동원해 수색에 나서기로 하였다.
- 사고 발생 55일(6월 9일)

사고대책본부는 정례브리핑을 갖고 "민관군 합동구조팀 127명은 3층 식당, 4층 선수 좌측 격실과 중앙 좌측 격실, 5층 선수 우측 격실을 수색하고, 4층 선미 다인실 장애물 제거 작업을 하겠다"고 밝혔다. 구조팀은 현재까지 수색대상 111개 격실 가운데 3·4층 일부 41개 격실에 대한 재수색을 완료하였다. 41개 격실에는 3층 선수 다인실, 3층 로비, 3층 중앙부, 3층 선미 선원 침실, 4층 선수 다인실, 4층 선수 일부 격실, 4층 중앙부 일부 격실 등이 포함된다. 국회 '세월호 침몰 사고 국정조사 특별위원회'는 기관 보고 일정을 놓고 여야가 실랑이를 벌였다. 특위의 새누리당 간사인 조원진 의원과 새정치민주연합 간사인 김현미 의원은 이날 국정조사 대상 기관 보고 등 일정을 논의하였으나, 10여분 만에 회동이 결렬됐다.
- 사고 발생 56일(6월 10일)

광주지법 형사 11부는 오후 2시 광주지법 201호 법정에서 살인 등 혐의로 구속 기소된 이 선장 등 4명, 업무상 과실 선박매몰 또는 유기치사상 등 혐의로 기소된 11명 등 피고인 15명에 대한 첫 재판을 열었다. 재판에서는 피해자 대표 의견·검사의 기소 취지·피고인별 변호인들의 공소사실 인정 여부에 대한 진술, 검찰의 증거신청이 이어졌다. 피고인들은 대체로 구호조치가 미흡했고 먼저 구조된 데 대한 비난은 감수하겠다면서도 자신들도 큰 정신적 충격을 받은 상황에서 퇴선 당시 배가 상당히 기울어 더는 구호조치가 불가능했기 때문에 살인이나 도주 의사는 없었다며 혐의를 부인했다. 재판부는 당분간 매주 화요일 재판을 열기로 하였다.
- 사고 발생 57일(6월 11일)

범정부사고대책본부는 이날 오전 10시 진도군청에서 정례브리핑을 갖고 "합동구조팀 126명은 3층 식당, 4층 선수 좌측 격실과 중앙 좌측 격실, 5층 선수 우측 격실을 수색하고, 4층 선미 다인실 장애물 제거 작업을 하겠다"고 밝혔다. 지난 6일부터 진행중인 수중 수색 1단계는 현재 격실별 장애물 제거 및 정밀 수색과 함께 수중카메라 촬영이 진행 중이다.
- 사고 발생 58일(6월 12일)

구조팀은 16차례 32명의 잠수사를 투입해 3층 식당과 선미 우측, 4층 선수 좌측과 선미 중앙, 5층 로비와 선수 우측 격실을 정밀 수색했지만 성과를 거두지 못하였다. 사고해역 현장에서는 '언딘'과 '88' 두 민간 업체의 잠수사와 해경·해군 소속 잠수대원들이 수색작업에 나서고 있으며, 일부 실종자 가족이 민간잠수사의 작업에 대해 불만을 제기하고 장비 착용도 문제가 되면서 일부 잠수사의 수색이 한때 이뤄지지 않았다. 또 원격수중탐색장비인 ROV(Remotely-Operated Vehicle) 투입 여부와 시기를 놓고도 유족, 해수부, 장비 업체간 이견으로 불협화음이 나오기도 하였다.
- 사고 발생 59일(6월 13일)

구조팀은 이날 실종자가 있을 것으로 추정되는 3층 선미 우측과 4층 선수 좌측 격실, 5층 선수 우측과 중앙 좌측 격실을 수색하고 4층 선미 장애물도 함께 제거한다. 실종자 가족이 요구한 실시간 수중촬영은 좁은 격실에서는 촬영이 어려우므로 4층 선미, 다인실, 로비 등 넓은 구역에 한해 시행하기로 하였다. 세월호 침몰로 아들을 잃은 어머니가 대한민국과 청해진해운을 상대로 손해배상 소송을 냈다. 이번 참사의 희생자 유족이 제기한 첫 국가 상대 손배소송이다. 하지만 이 어머니는 남편과 이혼 후 수년 동안 가족과 연락없이 지내다가 돌연 소송을 제기한 것으로 전해졌다. 유족들을 돕고 있는 대한변호사협회 세월호 법률지원 및 진상조사 특별위원회 측은 "아직 실종자 12명을 구조하지 못했고 진상 규명도 이뤄지지 않았다"며 "정부의 책임이 인정된 상황에서 섣부른 소송 제기는 다른 피해자들에게 큰 상처가 된다"고 강조하였다.
- 사고 발생 60일(6월 14일)

희생자·실종자·생존자 가족대책위원회는 이재정 경기도교육감 당선인에게 "관내 학교의 부정부패를 감시할 수 있는 기구나 체제를 만들어달라"고 요구하였다. 이 당선인은 "가족대책위의 뜻을 잘 알겠다"며 "이 자리에서 나온 내용에 대해 검토를 거친 뒤 결과를 말씀드리겠다"고 답하였다. 가족대책위는 간담회에 참석한 단원고 교장에게는 학교 정상화 과정에서 가족대책위의 뜻을 충분히 반영해 줄 것과 희생 학생들을 애도하기 위해 학교 정문에 놓인 조화와 사진 등에 대한 관리를 요구했다.
- 사고 발생 61일(6월 15일)

민관군 합동구조팀은 4층 선수 좌측, 중앙 우측, 선미 중앙 및 5층 선수 우측, 중앙 좌측 격실의 장애물을 제거하고 정밀 수색을 했으나 추가 실종자는 발견하지 못하였다. 합동구조팀은 4층 선미 다인실의 천장 패널 10개를 처음으로 크레인을 이용해 바지선 위로 인양하였다.
- 사고 발생 62일(6월 16일)

실종자 12명의 가족 20여명은 이날 오후 전남 진도군 진도읍 진도군청에서 기자회견을 열고 "세월호 참사가 2달이 지나고 있지만 현재 12명의 실종자가 남아있다"며 국회 국정조사 기관보고를 6월 이후로 연기해 줄 것을 요구하였다.
- 사고 발생 63일(6월 17일)

민관군 합동구조팀은 조류가 약해진 중조기를 맞아 어제(16일) 오후 3시 40분과 이날 오전 4시 50분께 수색을 했지만 남은 실종자(12명)를 찾아내지 못하였다. 합동구조팀은 4층 선수 좌측과 중앙 우측 및 선미 중앙, 5층 로비 계단과 선수 우측 및 중앙 좌측 격실의 장애물 제거와 수색을 병행할 계획이다.
광주지법 형사 11부(임정엽 부장판사) 심리로 열린 승무원 15명에 대한 두 번째 재판에서 변호인은 승무원들이 과적과 고박을 통제할 수 있는 권한이 없다며 '업무상 과실'에 대한 판단이 필요하다고 지적하였다. 변호인은 승무원들이 권한이 없어 배 침몰의 원인을 제공할 수 있는 위치에 있지 않아 '업무상 과실'은 적용되지 않는다고 주장했으며, 사고 이후 승객들을 구조하지 않은 점(살인죄)만을 따져야 하고 배 침몰은 승무원이 아닌 선사의 책임이라고 주장했다. 승무원들은 승객에 대한 구호 조치는 해경의 의무라며 살인죄 적용에 대해서도 강하게 부인하고 있다. 이에 대해 선사 측은 침몰의 원인을 제공한 점을 일부 인정하면서도 관리 책임이 승무원들에게도 있다고 주장할 것으로 보여 책임 공방이 일 것으로 보인다.
해경은 낮 12시 40분께 사고해역 인근에서 수색지원 중이던 해경대원 진모씨가 3000톤급 해경 3011함에서 1512함 소속 단정으로 이동 중, 사다리에서 떨어지며 단정 의자에 옆구리를 부딪혔다고 밝혔다. 진씨는 목포 한국병원으로 이송돼 '갈비뼈 3개 골절'이라는 진단을 받고 치료 중에 있다.
- 사고 발생 64일(6월 18일)

경기도교육청은 '세월호 사고'의 책임을 물어 단원고 김모 교장을 17일자로 직위해제했다고 밝혔다. 단원고 교장의 직위해제에 이어 윤모 행정실장은 다른 학교로 전보 조치됐다. 도교육청은 단원고 교장을 직위해제한 이유에 대해 "사고가 나기까지 수학여행 진행 절차상 하자가 전혀 없었다고 볼 수 없다"고 전했고, 이어 "직위해제는 교장으로서의 권한 행사를 하지 못하게 하는 것으로 공무원 신분은 유지하되 직을 박탈하는 것이다. 감사나 조사결과에 따른 징계와는 다르다"고 부연하였다. 도교육청은 이들에 대한 징계 여부를 추후 결정할 것으로 알려졌다. 세월호 침몰사고 진상규명 국정조사 특별위원장인 새누리당 심재철 의원이 국조 기관보고를 오는 23일부터 시작하겠다고 밝혔다. 이는 오는 30일부터 기관보고를 받겠다는 새정치민주연합의 방침과 어긋난 것으로, 야당이 참여하지 않더라도 단독으로 국조 기관보고 청취를 강행하겠다는 의미이다. 이에 대해 특위 새정치연합 간사인 김현미 의원은 "야당과 전혀 합의한 바 없는 내용"이라며 "이는 만행이고 폭거"라고 반발하였다.
- 사고 발생 65일(6월 19일)

두 번의 수색작업이 진행되었으나 추가로 실종자를 수습하진 못하고 부유물을 치우는 데 그쳤다. 가족들은 수색 결과에 대한 중간 설명회를 개최하자고 당국에 요청하기도 하였다.
- 사고 발생 66일(6월 20일)

세월호 국조특위 여당 간사인 조원진 새누리당 의원과 야당 간사인 김현미 새정치민주연합 의원은 이날 국회에서 1시간가량 회동을 갖고 오는 26일부터 다음달 7일까지 기관보고를 받기로 합의하였다.
- 사고 발생 67일(6월 21일)

범정부사고대책본부에 따르면 민관군 합동구조팀은 지난 20일 오전 7시 8분부터 오전 9시 9분까지 3층 선미 객실과 중앙부 선원 식당, 4층 선수 객실·중앙·선미 다인실, 5층 선수 선원실 등의 장애물을 제거하면서 정밀 수색을 하였으나 실종자를 찾지는 못하였다. 4층 선수 객실에서 여행용 캐리어와 배낭 등을 수거하였으며 5층 선수의 일부 장애물을 제거하였다. 김석균 해양경찰청장은 지난 5일부터 20일까지 객실별로 정밀수색을 마친 후 25일까지 미진한 부분에 대해 추가 수색을 펼치는 계획을 시행 중이라고 밝힌 바 있다. 그러나 대조기에 작업 시간이 줄어들었고, 각 객실 내 장애물을 제거하고 촬영까지 하면서 작업에 속도를 내기 어려워 1단계 정밀 수색 기간이 끝났음에도 13일째 추가 실종자 수습은 없는 상황이다. 합동구조팀은 추가 수색 기간 첫날인 이날 3층 로비와 4층 선수 좌측·중앙부 우측 및 선미, 5층 선수 좌현 객실에 대한 장애물 제거와 수색을 병행할 예정이다.
- 사고 발생 68일(6월 22일)

민관군합동구조팀은 21일 저녁과 22일 새벽, 오전 등 3차례에 걸쳐 수중수색을 진행했으나 추가로 희생자를 수습하지는 못하였다. 구조팀은 총 24회 48명의 잠수사를 투입, 3층 로비, 4층 중앙 격실·선미 다인실, 5층 선수 선원실 등을 장애물을 제거하면서 정밀 수색했다.
참여연대는 이날 이슈리포트 '해외의 재난 후 진상규명위원회의 사례'에서 독립된 세월호 진상조사 기구를 만들어 충분한 조사권을 보장해야 한다고 주장하였다. 참여연대는 미국 9·11 국가위원회와 카트리나 초당파적 하원위원회, 일본 후쿠시마 원전 사고 진상조사위원회, 호주 빅토리아 산불위원회 사례를 분석했다. 재난 진상 규명을 위해 가장 중요한 점으로 피해자와 국민 참여를 보장하는 독립적 위원회의 신속한 설치, 성역없는 조사 권한 보장, 조사과정의 투명성 확보, 충분한 조사기간과 예산, 공익제보자 보호 등을 꼽았다.
- 사고 발생 69일(6월 23일)

선원들이 사용했을 것으로 추정되는 디지털영상저장장치(DVR)와 노트북컴퓨터 1대가 발견되었다. 발견된 장치는 서해지방해양경찰청에서 데이터를 복구할 예정이었으나 실종자 가족 측의 반발로 중단되었다. 발견된 DVR와 노트북은 일단 목포해양경찰서 인근 보관소에 봉인된 채 보관 조치되었다.
- 사고 발생 70일(6월 24일)

범정부사고대책본부에 따르면 이날 오전 1시 3분께 세월호 4층 중앙통로에서 여성 시신 1구가 발견되었다(사망자 293명). 민관군 합동구조팀은 시신을 수습, 신원확인을 위해 DNA를 분석하고 있다. 이번에 발견된 희생자는 구명조끼를 입지 않은 상태였다. 세월호 희생자가 수습된 것은 지난 8일 밤 11시 30분께 4층 선수에서 실종자를 발견한 이후 16일만이다. 남은 실종자는 11명이다. 합동구조팀은 이날 3층 로비, 선수 격실과 4층 중앙통로 및 선미 다인실, 5층 선수 격실에서 장애물을 제거하고 추가로 실종자 수습에 나선다.
- 사고 발생 71일(6월 25일)

민관군 합동구조팀 121명은 3층 선수 격실과 편의점, 4층 중앙 격실 및 선미 다인실, 5층 선수를 수색한다. 3층 선수 격실에서는 여행용 캐리어와 가방 등을 인양했으며 4층 선미 다인실에서는 판넬 등 장애물을 선체 밖으로 내보내면서 수색을 실시하였다. 범정부사고대책본부는 실종자 수색이 장기화됨에 따라 28일부터 29일까지 실내체육관에서 실종자 가족 종합건강검진을 실시할 계획이다. 또 지난 22일 밤 선내 3층 로비 안내 데스크에서 발견된 디지털 영상 저장 장치(DVR)와 관련, 손상방지를 위해 부식방지 조치를 완료했으며 전문 복구 업체에 영상 복원을 의뢰하였다. 한편, 세월호 국정조사특별위원회의 야당은 25일 목포와 진도를 방문해 목포해양경찰서, 해군 3함대, 진도해상교통관제센터(VTS) 등에 대한 현장조사를 실시한다.
- 사고 발생 72일(6월 26일)

실종자 가족들이 정홍원 총리의 유임 결정과 관련 "총리 유임으로 국민의 열망이 좌절됐다"고 평가하면서도 "실종자를 마지막 한 사람까지 수습하겠다는 약속을 이행하라"고 촉구하였다. 실종자 가족들은 정 총리 유임의 첫 일정으로 27일 진도 현지를 방문, 실종자 가족들과 면담해 달라고 요구하였다. 또 30일 예정된 세월호 국조특위 기관보고를 수색 차질을 우려해 여의도 국회가 아닌 진도 현지에서 진행해 달라고 여야 국조특위 측에 촉구하였다. 한편 희생자, 피해자 가족 등이 포함된 '세월호 가족대책위'는 오는 27일께 안산시에서 정 총리 유임과 관련 공식 입장을 발표할 예정이다.
- 사고 발생 73일(6월 27일)

민관군 합동구조팀 119명은 3층 선수 및 선미 격실, 4층 선미 다인실, 5층 선수 및 중앙 격실 등에 대한 장애물 제거와 수색작업을 병행한다. 구조팀은 오후에는 태스크포스(TF) 회의를 개최해 다음달 수색·구조 종합계획, 잠수사 안전대책 등을 논의한다. 한편, 정홍원 국무총리는 (박근혜 대통령의 사의 반려로 유임이 결정된 다음날인) 참사 현장을 찾았으며, 사고 진상규명 국정조사 특위 소속 새누리당 의원들이 진도와 제주항에서 현장조사를 벌였다.
- 사고 발생 74일(6월 28일)

민·관·군 합동구조팀은 27일 오후 1시 10분부터 2시 20분까지, 28일 오전 2시 2분부터 3시 37분까지 두 차례 수중 수색을 실시하였으나 추가로 희생자를 수습하지 못했다고 밝혔다. 총 18차례에 걸쳐 잠수사 36명을 투입, 3층 선수 다인실과 선미 격실, 4층 선미 다인실, 5층 선수와 중앙 격실 등에서 장애물 제거와 함께 정밀 수색을 진행했다. 또 진도항(팽목항)에 설치된 몽골텐트 52채에 차광막을 설치하고 진도실내체육관에서 실종자 가족과 자원봉사자를 대상으로 건강 검진을 실시한다. 정홍원 국무총리는 참사 희생자를 추모하기 위한 경기도 안산 화랑유원지의 정부 공식 합동분향소를 찾았으며, 정의화 국회의장은 전남 진도체육관을 찾아 실종자 가족을 위로하였다.
- 사고 발생 75일(6월 29일)

합동구조팀은 이날 115명을 투입해 세월호 3층 선미 격실, 4층 선미 다인실, 5층 선수 및 중앙 격실 등에 대한 장애물 제거와 수색을 계속한다. 민·관·군 합동구조팀이 다음달부터는 세월호 수색 잠수사와 해군함정 등 인력과 장비를 대폭 축소해 운영하겠다는 내부 방침을 세운 것으로 드러났다.
- 사고 발생 76일(6월 30일)

민·관·군 합동구조팀은 3층 선수 일부 객실과 선미 쪽 일부 객실 및 통로, 4층 선수 소형 객실, 선미 좌현 다인실, 5층 선수와 중앙부 객실을 중심으로 수색하고 있다. 실종자 가족의 법률 대리인인 배의철 변호사는 진도군청에서 기자회견을 하고 "이날 오전 실종자 가족들을 대상으로 정밀 수색 및 7월 수색 계획 설명회가 예정됐으나 계획이 미흡하고 구체적인 방안이 제시되지 않아 취소됐다"고 밝혔다. 침몰 지점에서 약 100km 떨어진 전남 무안군의 해안가에서 시신 1구가 발견되었는데, 관련 당국은 이 시신의 상태로 봤을 때 일단 세월호 사고 이전에 숨진 것으로 보인다고 밝혔다. 한편, 참사 국정조사 특위가 이날 첫 기관보고를 받았다.

### 7월
- 사고 발생 77일(7월 1일)

구조팀은 111개 격실 중 107개 격실에 대해 수색을 완료하였다. 구조팀 관계자는 "선미 다인실 부근 복도가 무너져 있어 진입이 어렵다"며 "해당 부분 선체 외판을 절단하는 방식으로 진입을 시도하고 있다"고 하였다. JTBC가 확인한 범대본의 수색 관련 자료에는, 세월호가 지난 5월에 비해 3m 정도 더 가라앉은 것으로 나와 있다. 사고 초기, 바닥에 닿기 전에는 수심이 약 37m 정도였는데, 배가 바닥에 닿았던 지난 5월에는 45m로 낮아진 것이다. 이후 선미 쪽에서 생긴 조류의 소용돌이 때문에 바닥이 3m 정도 더 파였고, 현재는 최대 수심이 48m가 됐다는 것이다. 또, 강한 조류 탓에 4층 선수쪽, 7개 격실의 외판은 안으로 1m 정도, 4층 선미는 2~3m 정도 안으로 찌그러져서 내부 격벽의 붕괴가 더욱 심한 상태인 것으로 밝혀졌다.
- 사고 발생 78일(7월 2일)

해양경찰청은 세월호 참사의 실종자 수색에서 장마를 포함해 기상 악화 상황에도 현 수색체계를 최대한 유지키로 하였다. 참사 희생자·실종자·생존자 가족대책위원회는 이날부터 버스로 전국을 돌며 '세월호 특별법' 제정을 촉구하는 서명운동을 시작하였다.
- 사고 발생 79일(7월 3일)

범정부사고대책본부는 이날 새벽 파도가 바지 위까지 넘어오는 월파 현상이 일어나 수색 바지 위의 잠수 장비를 실내로 철수시키고 점검한 뒤 이날 오후 4시 37분부터 수중 수색을 재개하였다. 대책본부는 3층 중앙 식당과 4층 중앙 객실 및 선미 다인실, 5층 중앙 객실을 중심으로 수색 작업을 진행하고 있다. 대책본부는 수색 완료 구역에 대해서도 추가 특이사항 점검을 위해 촬영을 계속하고 있다고 밝혔다. 지난 2일에는 4층 선수 객실을 촬영했으며 앞으로 3층 선수 다인실, 4층 선수, 5층 선수 객실도 촬영할 계획이다. 대책본부는 내일(4일) 오후 수색구조 장비기술연구 전담반(TF) 회의에서 구체적인 7월 수색 계획과 장마 대비책 등을 재논의할 방침이다. 세월호의 이상징후를 파악하지 못해 인명피해를 키운 진도 해상교통관제센터(VTS) 소속 해양경찰관 2명이 구속됐다.
- 사고 발생 80일(7월 4일)

실종자 수색에 좀처럼 진전이 없자 대책본부는 잠수사들의 촉각에 의존하는 기존 수색방법을 보완하기 위해 해수의 냄새를 분석하는 전자코를 도입해 지난달 23일 실종자 잔류 가능성이 있는 공간의 해수와 실종자가 없는 것으로 판명된 공간의 해수 등 샘플 22개를 채취, 분석 중이다. 민관군 합동구조팀은 이날 오전 5시 21분부터 7시 20분까지 2차례에 걸쳐 수중 수색을 하였으나 추가로 실종자를 찾지는 못하였다. 합동구조팀은 3층 선수, 4층 중앙 객실 및 선미 다인실, 5층 중앙 객실 등을 수색했으며 4층 중앙 객실에서 슬리퍼, 옷, 휴대전화, 손거울 등을, 4층 선미 다인실에서 백팩을 수거하였다. 또, 이날 3층 중앙 식당, 4층 중앙 객실 및 선미 다인실을 수색하고 전날에 이어 3·4·5층 선수 객실에 대한 촬영을 계속할 예정이다. 침몰 지점으로부터 서북서쪽 14.9km 떨어진 해상에서는 세월호 구명조끼 1점이 발견되었다. 한편 대책본부는 이날 오후 수색구조 장비기술연구 전담반(TF) 회의에서 구체적인 7월 수색 계획과 장마 대비책 등을 재논의할 방침이다.
- 사고 발생 81일(7월 5일)

합동 구조팀은 이날 오전 5시 41분부터 8시 15분까지 수중 수색을 하였으나 실종자를 찾지 못하였으며, 지난달 24일 단원고 여학생의 시신을 수습한 뒤 수색 작업이 성과를 내지 못하면서 실종자 수는 11명에 멈춰 있다. 합동 구조팀은 3층 중앙, 4층 중앙 격실과 선미 다인실, 5층 선수 격실 등을 수색했으며 3층 선수 격실, 5층 중앙 화장실, 샤워실, 격실 등을 촬영했다. 4층 선미 다인실에서는 검은색 캐리어와 배낭이 1개씩 발견됐다. 이후 바다의 기상이 나빠져 수색이 중단되었으며, 잠수사들이 작업하는 88 바지와 언딘 바지는 모두 피항했고, 기상이 좋아지는 대로 수색을 재개할 것이라고 범정부 사고대책본부는 전했다. 정홍원 국무총리는 제8호 태풍 '너구리'가 발생해 다음 주 중 한국에 영향을 줄 것으로 예상되는 가운데 이날 세월호 사고 범정부사고대책본부(이하 범대본)에 철저한 대비태세를 지시했다.
- 사고 발생 82일(7월 6일)

대책본부는 장마전선의 영향으로 기상이 크게 악화돼 수색을 중단하고 피항을 결정했다고 밝혔다. 이에 따라 전날 밤(5일) 사고 해역에서 수색 작업을 지원하는 바지선과 소형·중형 함정을 모두 목포 내항으로 이동시켰다. 잠수 작업을 지원한 바지선 2척도 이날 새벽 영암 대불항으로 피항했다. 1천t 이상의 대형 함정 5척은 사고 해역에 남아 해상 수색 작업을 계속하고 항공 수색도 한층 강화할 계획이다. 장마전선에 동반된 저기압이 북상하면서 기상은 더 나빠질 것이라고 기상청은 예보했다. 태풍의 직·간접적인 영향권에서 벗어나면 수색을 재개할 방침이지만 최소 5일가량 수색 중단은 불가피할 것으로 보인다. 대책본부는 태풍과 장마에 대비, 새로운 수색 방법을 적용할 방침이다. 대책본부는 2인 1조의 잠수팀이 교대로 펼치는 현재의 수색 작업이 한계를 드러내 수중재호흡기 장비 도입을 검토 중이라고 설명했다. 수색이 재개되면 검증 작업을 거쳐 장비 도입을 최종 결정할 계획이다. 대책본부는 교차 수색 작업을 진행하고 '전자코' 시스템을 활용해 실종자 잔류 가능성이 있는 곳을 집중 수색할 방침이다. 합동 구조팀은 전날부터 선박 411척, 항공기 14대, 인력 1천여명을 투입해 해상 수색을 실시하였으나 유실물을 발견하지 못하였다.
- 사고 발생 83일(7월 7일)

제8호 태풍 '너구리' 북상으로 피해가 우려되는 가운데, 범정부 사고대책본부에 따르면 진도 실내체육관과 진도항에 설치된 천막과 몽골텐트 100여개가 모두 철거될 예정이다. 철거된 시설물은 대부분 인근 전남대학교 자연학습장으로 옮겨진다. 식사와 의료 지원 시설물은 일부 남겨놓을 계획이다. 철거 작업은 태풍의 영향권에 들어가는 8일까지 모두 완료될 예정이다. 시설물은 자연학습장에 임시로 옮겨진 뒤 태풍이 지나가고 나서 10일께 다시 체육관과 팽목항(진도항)에 설치된다. 당초 가족들이 머무르고 있는 조립식 주택도 철거를 검토했으나 이동이 어려워 고박(결박)을 강화하기로 하였다. 대책본부는 팽목항 조립식 주택에 머무르고 있는 일부 가족들은 체육관으로 이동시킬 방침이다. 범정부사고대책본부가 사고 이후 80일 넘게 투입된 수중업체 언딘을 수색에서 배제하기로 잠정 결론 내렸는데, 잠수 방식 등을 문제 삼은 것으로 파악되었다. 언딘의 '표면 공기 공급' 방식으로는 잠수 시간이 30분 밖에 되지 않아 효율성이 떨어진다는 것이고, 여기에 해경과의 유착 의혹도 제기된 상황이다. 현재 새로운 업체 선정을 놓고는 해경과 해수부 간의 의견이 엇갈리고 있는 것으로 파악되었는데, 해경은 새로운 업체를 공모하자는 입장인 반면, 해수부는 현재 선미 쪽을 맡고 있는 88수중이라는 업체에게 맡기자고 주장하고 있다.
- 사고 발생 84일(7월 8일)

제8호 태풍 '너구리'의 영향으로 세월호 선체의 시신 유실 우려가 커지고 있다. 범정부 사고대책본부는 태풍의 영향으로 유속이 빨라지면서 시신이 유실될 것에 대비, 선체의 창문과 입구 등에 자석차단봉과 그물망을 설치하였다. 조류가 빨라지고 물이 도는 와류가 발생할 경우 시신이 선체에서 빠져나오지 못하도록 사전에 차단하겠다는 것이다. 여기에 선체 인근 5∼10km 지점에 그물망을 설치해 이중으로 유실을 방지할 방침이다. 가족들과 논의해 자망 어구를 추가로 설치하는 방안도 검토 중이다. 해상·항공 수색이 어려워지는 점을 감안, 해안과 도서 지역에 대한 수색 인력도 늘릴 방침이다. 그러나 사고 현장을 지키고 있는 실종자 가족들은 수차례 유실 방지책을 내놓았는데도 유실을 근본적으로 방지하지 못한 구조 당국에 철저한 대책 마련을 요구하고 있다. 광주지검 해경 전담 수사팀은 센터장과 팀장 2명 등 진도 VTS 소속 해경 3명에 대해 구속영장을 청구하였다. 이들은 2인 1조로 구역을 절반씩 관제하도록 한 규정을 어긴 채 한 사람이 도맡고(직무유기), 이를 감추려고 혼자서 작성한 교신일지를 두 명이 작성한 것처럼 꾸민 혐의(허위 공문서 작성·행사) 등 혐의를 받고 있다. 한편, 이번 참사로 아들을 잃은 두 사람의 아버지가 노란 리본을 묶은 십자가를 등에 지고 800km를 걷는 긴 여정을 시작하였다. 이들은 8월 15일 교황의 방한에 맞춰 대전월드컵경기장에서 열리는 미사에 참석하면서 여정을 마칠 예정이다.
- 사고 발생 85일(7월 9일)

범정부 사고대책본부에 따르면 제8호 태풍 '너구리' 북상의 영향으로 지난 5일 중단된 선체 수색을 9일 현재까지 재개하지 못하고 있다. 사고 해역에서 수색 작업을 지원한 바지선과 소형·중형 함정은 모두 영암과 목포로 피항한 상태다. 1천t 이상 대형 함정 5척은 사고 해역에 남아 해상 수색 작업을 계속하고 있다. '세월호 침몰사고 국정조사 특별위원회'는 법무부·감사원·경찰청 기관보고에서 감사원의 부실감사 논란과 검·경의 유병언 전 세모그룹 회장 검거 실패를 질타했다.
- 사고 발생 86일(7월 10일)

범정부 사고대책본부는 지난 5일 중단된 세월호 선체 수색을 이날 오후 재개할 예정이라고 밝혔다. 전남 목포와 영암으로 피항한 바지와 소형·중형 함정은 기상 여건이 호전되는 이날 오후 사고 해역으로 이동할 계획이다. 바지선이 이동하고 잠수 준비 작업을 거치면 수중 수색은 11일 오후부터 재개될 수 있을 것으로 보인다. 대책본부는 기존 언딘과 88수중개발이 함께 잠수 작업을 벌이는 방식에서 88수중개발이 독자적으로 전개하는 방식으로 변경할 방침이다. 민간 잠수업체인 언딘은 사고 직후 수중 수색 작업을 전담했으며 지난 5월 선체 절단 작업 등을 위해 88수중개발이 함께 투입됐다. 잠수 방식도 언딘의 '표면공기공급' 방식을 대신해 88수중개발의 '나이트록스' 방식으로 바뀐다. 잠수사들이 공기줄을 매달고 수중에 들어가는 방식에서 공기통을 장착하고 수중 수색을 벌이게 된다. '표면공기공급' 방식으로는 1회 잠수시 30분가량 수색할 수 있지만 변경된 방식으로는 1시간까지 수색 시간이 늘어날 수 있을 것이라고 대책본부는 설명하였다. 언딘의 바지도 사고 해역에서 철수하고 88수중개발의 바지 2척이 현장에 투입된다. 해군은 선수 구역을, 88수중개발은 해경과 함께 선체 중앙, 선미 수색을 진행한다. 대책본부는 잠수사가 내쉰 공기를 배출하지 않고 정화하여 재활용하는 장비인 수중재호흡기를 도입해 잠수 시간을 현재 10∼15분에서 최장 6시간까지 늘리는 방안을 검토하고 있다. 화학적 혼합물의 냄새를 시각적 패턴(그래프)으로 변환해 냄새의 종류와 강도를 분석하는 전자코 시스템도 적극적으로 활용할 계획이다. 이 같은 수색 계획에 대해 실종자 가족 측은 잠수사 안전 대책과 격실 수색 방안 마련을 요구했다.
- 사고 발생 87일(7월 11일)

현장에서 준비가 되지 않아 수중 수색이 재개되지 않았다. 대피했던 바지선 1대는 이날 오전에 도착했지만, 고정 작업에 시간이 걸렸고 나머지 1대는 오후 5시 쯤에야 현장에 도착했다. 대책본부가 잠수요원이 뱉어낸 이산화탄소를 정화하여 다시 호흡할 수 있게 하는 수중재호흡방식(재호흡기)도 적극 사용한다는 방침을 세웠으나 이뤄지지 못했다. 재호흡기는 수중작업 가능 시간이 길어 투입되면 2시간 이상 수색이 가능할 것이라는 기대가 모아졌지만, 잠수팀의 요구 조건과 현장 상황이 맞지 않아서 검증 잠수조차 못 했고 미국 잠수팀은 목포로 철수하였다. '국정조사 특별위원회'는 종합 정책질의를 끝으로 기관보고를 마쳤다.
- 사고 발생 88일(7월 12일)

태풍 북상으로 7월 5일부터 중단된 세월호 수색작업 재개가 짙은 안개로 지연되고 있다. 범정부사고대책본부는 "태풍의 영향으로 피항 후 복귀하거나 신규 투입해 세월호 수색작업에 동원된 두 대의 바지(barge·화물 운반선, 선체가 넓고 바닥이 평평함) 중 현대 보령호는 오전 6시에 앵커 고정작업을 마쳤으나, 88 수중개발의 바지는 짙은 안개로 고정작업이 중단됐다"고 밝혔다. 민·관·군 합동구조팀은 안개가 걷히면 88 바지의 고정작업을 재개, 작업이 마무리되는 대로 수색을 재개할 방침이다. 수색이 재개되면 구조팀은 기존 민·관·군이 각각 맡고 있던 세월호 수중 선체 수색 구역을 서로 바꿔 교차수색할 예정이다. 범정부사고대책본부는 전날(11일) 예정된 미국 수중재호흡기 잠수팀의 검증잠수가 작업현장 조건에 대한 이견으로 실시하지 못하고 미국 잠수팀이 철수하기로 했다고 이날 밝혔다.
- 사고 발생 89일(7월 13일)

태풍 '너구리'로 중단됐던 세월호 수중 수색 작업이 이날 새벽부터 다시 시작됐으나 성과는 없었다. 사고대책본부에 따르면 민·관·군 합동구조팀은 정조 시간에 맞춰 이날 오전 2시 55분부터 4시 10분까지 4회에 걸쳐 수중 수색작업을 벌였으나, 실종자를 발견하지 못하였다. 수중 수색과 함께 실종자 유실을 막기 위해 해경과 해군, 어선 등 110척을 투입해 주변 해역을 수색하였다.
- 사고 발생 90일(7월 14일)

태풍 북상 이후 중단됐던 세월호 선체 수색작업이 재개됐으나 사고해역의 유속이 거세 난항을 겪고 있다. 범정부사고대책본부는 이날 오전 8시 56분 정조 시간에 맞춰 민·관·군 합동 구조팀이 수중 수색작업을 시도했으나 유속이 거세 중단된 상태라고 밝혔다. 민·관·군 합동구조팀은 이날 새벽 3시 27분부터 4시 47분까지 7회에 걸쳐 14명의 잠수사가 선체 수색을 했지만, 성과가 없었다.
- 사고 발생 91일(7월 15일)

범정부사고대책본부는 이날 새벽 3시 53분부터 5시 5분까지 정조 시간에 맞춰 민·관·군 합동구조팀이 수중 수색작업을 벌였으나 실종자를 발견하지 못하였다. 사고 해역의 유속은 1.5~3노트를 보이고 있다. 보통 1노트 이하여야 수중 작업이 가능하다. 사고대책본부는 함정 94척, 항공기 21대, 민간 선박 39척, 잠수사 69명을 투입해 수색작업을 할 계획이다. 장비기술 TF에서 제시했던 수중재호흡기 도입도 미국 구조팀과 의견 조율이 안돼 무산되었고, 아직 4층 배꼬리 부분 격실 한 곳은 잠수요원들이 진입조차 못한 상태이다. 대책본부는 수색방식을 변경하기로 했는데, 태풍이 지나간 뒤 수색을 재개하면서 잠수시간을 30분 더 늘릴 수 있는 '나이트 록스' 방식을 도입한 것이다. 이를 위해 새 바지선을 두 대 추가하였다. 여야가 합의한 세월호 특별법 처리 시한이 내일(16일)로 다가왔지만 여야는 여전히 의견 차이를 좁히지 못하고 있다. 단식 농성 중인 피해 가족들은 국회에 특별법 제정을 촉구하는 서명지를 전달했다.
- 사고 발생 92일(7월 16일)

수색팀은 마지막 남은 격실에 집중했지만 결국 들어가지 못했다. 합동 구조팀은 총 4번의 정조기 가운데 두 차례 수색작업을 벌였지만 실종자를 찾아내지 못했다. 구조 당국은 재수색을 위해 다각도 촬영이 가능한 특수 카메라를 투입하기로 했다. 재호흡기 방식은 미국팀이 투입도 못하고 철수한 데 이어서 이날 시험잠수를 하기로 한 국내 업체는 "현재 구조 당국이 쓰는 나이트록스 방식이 더 적절한 것으로 판단했다"며 시험 잠수를 하지 않겠다고 밝혔다.
- 사고 발생 93일(7월 17일)

민·관·군 합동구조팀은 이날 오전 5시 14분부터 6시 18분까지 정조 시간에 맞춰 수중 수색작업을 벌였다. 구조팀은 실종자들이 모여 있을 것으로 추정되는 4층 좌현 선미 부분에 있는 28인실 격실을 집중적으로 수색했다. 최근 진입로 확보를 위해 외판 절단 작업을 마쳤으며, 부유물을 제거하고 수색할 계획이다. 수색 현장 지원을 마치고 복귀하던 소방헬기가 광주 도심에서 추락해 탑승자 5명 전원이 숨졌다.
- 사고 발생 94일(7월 18일)

세월호 선체 수색작업에 나선 민·관·군 합동구조팀이 잠수방식을 바꾼 지 1주일 만에 실종자를 발견했다(사망자 294명). 사고대책본부는 민간 잠수업체를 교체하고 새로운 잠수기법을 채택하면서 수색구역을 서로 맞바꿔 재점검한 것이 효과를 낸 것으로 보고 있다. 이날 실종자가 발견된 곳은 선체 중앙 3층에 있는 식당으로 이미 2번 이상 수색을 마친 곳이다. 3층 식당은 주방과 선원식당이 함께 연결돼 수색구역이 넓고 장애물이 많아 추가로 수색을 벌인 곳이다. 추가로 실종자가 발견됨에 따라 사고대책본부는 실종자가 있을 것으로 추정되는 9곳에 대해 집중적으로 수색할 방침이다.
- 사고 발생 95일(7월 19일)

유속이 빨라 수색작업이 어려움을 겪고 있는데, 합동구조팀은 이날 오전 6시쯤부터 2시간가량 수색작업을 벌인 이후 수색작업은 중단된 상태이다. 당초 범정부사고대책본부는 수색구역을 점차 좁혀가는 방안을 논의했는데, 선체 내부의 격실이 111개에 달하는 만큼 철저한 수색을 통해 수색 완료 구역을 넓혀 보다 효율적으로 작업을 벌이겠다는 것이다. 하지만 이렇게 수색을 마친 구역에서 실종자가 발견되자 111개 모든 격실에 대한 전방위적인 수색이 필요한 것 아니냐는 의견이 나오고 있다. 철저한 수색과 또 수색을 마친 구역에 대한 검증 없이는 수색작업의 장기화가 불가피해 보이는 상황이다.
- 사고 발생 96일(7월 20일)

아침부터 선체 3~4층에 대한 수색작업이 이뤄졌지만, 추가로 실종자 수습 소식은 없었다. 다만 4층 다인실에서 빨간색 여행용 가방을 발견하였다. 이번 소조기는 오는 24일까지 계속될 예정이며, 새로운 잠수방식인 나이트록스 방식을 도입한 이후 처음 맞는 소조기이다. 가족들 역시 지난 금요일 나이트록스 방식 도입 이후 엿새 만에 추가로 실종자를 발견해 낸 만큼 이번 소조기에 거는 가족들의 기대가 무척 큰 상황이다. 한 급식 봉사단이 유가족들과 함께 짜장면과 탕수육 1천 인분 넘는 분량을 만들어 사고해역과 바지선에 직접 배달을 했다. 봉사단체 관계자는 "지난 주말 짜장면이 배달된 지 닷새 만에 실종자를 찾아낸 만큼 특식 먹고 체력 보강한 잠수사들이 힘을 내야 수색도 더 활기를 띠지 않겠느냐"고 전했다. 한편, 진도항에는 참사 100일을 앞두고 아픔을 함께하자는 마음으로 전국 곳곳에서 찾아온 사람들의 발길이 부쩍 늘었다.
새정치민주연합 여성 의원들이 세월호 희생자 가족들의 단식 농성 중단을 호소하며 단식 농성에 들어갔다. 남인순·유은혜·은수미 의원은 성명을 통해 "피해 가족 여러분의 절박함에 비할 수 없겠지만, 자식 키우는 엄마로서 저희들이 대신하겠다"고 말했다. 남 의원 등은 이날부터 국회 본청 앞에서 농성 중인 세월호 가족들과 함께 단식에 돌입하겠다고 밝혔다.
- 사고 발생 97일(7월 21일)

범정부 사고대책본부는 최근 세월호 선내에서 채취한 시료 54개를 전자 코 시스템으로 비교 분석했다고 밝혔다. 이 가운데 3층 편의점, 4층 2개 객실(B-28, B-14), 5층 객실(CR-10), 4층 선미 다인실 2개 지점(수중 30ｍ, 37ｍ) 등 6개 샘플의 냄새 패턴이 일반 표층수와 다른 것으로 나타났다. 시료들은 모두 사망·실종자가 발견되지 않은 곳에서 채취되었다. 전자코란 단백질 등 물질이 부패할 때 생기는 인 등 냄새 유발 인자를 그래프로 분석하는 시스템이다. 분석결과가 표층수와 다르다는 것은 바닷물이 아닌 다른 요인이 냄새에 섞여 있다는 의미이다. 음식물 등의 영향일 수도 있지만 실종자가 영향을 미쳤을 수도 있다. 가장 최근에 발견된 조리사(지난 18일)의 시신이 있던 식당칸과 그 직전(지난달 24일) 수습된 단원고 학생 옷의 냄새도 서로 유사한 패턴을 보인 것으로 분석되었다. 대책본부는 전자 코 시스템이 상당 부분 신뢰할만한 것으로 보고 시료 채취를 확대, 분석결과를 수색 계획에 반영할 방침이다.
진도 VTS 센터의 근무 실태를 보여주는 화면이 공개되었다. 세월호 참사 두달전 근무 실태가 담긴 영상을 보면 2인 1조로 근무하는 관제실에는 1명만 보이는데 그 1명마저 모니터 대신 신문이나 휴대전화를 보고 있고, 새벽엔 엎드려 자거나 아예 자리를 비워 버리는 상황이었다. 검찰은 근무를 제대로 서지 않고서 교신일지엔 마치 정상 근무를 한 것처럼 허위 기재한 혐의로 진도 VTS 센터의 관제사 13명 전원을 재판에 넘겼고 해경은 뒤늦게 이날부터 진도 VTS 센터에 대한 감찰을 벌여 전반적인 개선 작업에 들어갔다.
- 사고 발생 98일(7월 22일)

민관합동구조팀은 122명의 잠수부를 동원하여 3층 선미 선원 침실, 4층 선미 다인실, 중앙 우현 침실, 가족실 등에 대한 수색 및 촬영을 하였고 아직 수색하지 못한 4층 선미의 28인실 격실에 진입하기 위해 입구 앞에 쌓인 장애물들을 제거하였다. 오전 5시 28분경 수색을 시도했지만 강한 물살로 실패했고 오전 8시부터 10시 반까지 약 2시간 반에 걸쳐 수색작업을 벌였지만 이후에는 유속이 빨라 수색이 중단되었다.
범정부사고대책본부는 이달 초까지만 해도 총 111개 격실 중 92곳의 격실에 대해 수색을 마쳤다고 했다. 그런데, 나흘전 실종자 이모 씨가 발견된 3층 주방도 92곳 가운데 1곳이었는데, 이렇게 수색을 완료했다는 구역에서 실종자가 발견되자 철저한 검증 필요성이 제기되었다. 이에 따라 구조팀은 오늘 한국영상대학교의 도움으로 선체 시험 촬영에 나섰다. 앞서 구조팀은 자체적으로 영상을 촬영해 수색 완료 여부를 판단해왔지만, 이와 달리 수중촬영 전문가로부터 교육을 받기로 한 것이다. 그러나 구조팀이 참사 100일을 앞둔 상황에서 지금부터 교육을 받아 촬영에 나서는 것을 두고 너무 늦은 것 아니냐는 지적도 나온다.
- 사고 발생 99일(7월 23일)

합동구조팀은 계속해서 수색작업에 나섰지만 닷새째 실종자 추가 발견소식은 없었다. 합동구조팀은 아직까지 단 한 번도 수색하지 못한 4층 선미의 다인실에 진입하기 위해 입구 앞에 쌓인 장애물들을 제거하는 한편, 3층과 4층의 선수와 중앙의 격실에 대해서는 정밀한 수색을 벌일 계획이다.
- 사고 발생 100일(7월 24일)

범정부사고대책본부는 이날 보도자료를 통해 "새벽 수색시간부터 사고해역에는 1ｍ 안팎의 파도가 일고 있으나 바람이 점차 강해지고 있다"면서 "제10호 태풍 마트모와 장마전선의 영향으로 기상이 더욱 나빠질 것으로 예상돼 수색을 중단했다"고 밝혔다. 이날 오전 6시 40분부터 88바지, 보령바지 등은 사고 해역 인근 서거차도와 대마도 등 안전해역으로 이동했다. 소형 수색함정도 순차적으로 피항했다. 다만 중·대형함정들은 수색을 지속할 예정이다. 대책본부는 수중수색이 중단되는 피항기간에 잠수사들에게 충분한 휴식을 제공할 예정이다. 또 수색이나 잠수방식 변경에 대한 효과를 검증해 향후 수색에 반영하기로 했다.
- 사고 발생 101일(7월 25일)

제10호 태풍 마트모가 중국을 향해 북상하자 어제 오전부터 바지선의 피항 작업이 시작됐다. 88수중의 바지선은 서거차도로, 현대 보령호는 인근 관매도로 피항했는데, 그 밖의 함정은 기상여건에 따라 소형함정부터 순차적으로 대피할 방침이다. 사고해역이 태풍의 영향권에서 벗어나고, 이후 바지선이 복귀해 고정작업을 마치는 등 수색이 본격적으로 재개되기까지는 최소 사흘가량 걸릴 전망인데, 그 사이 현재 수색작업에 투입된 해군 SSU 잠수요원들은 해군작전사령부에서 수중촬영 교육을 받을 계획이다.
구조팀은 수색을 재개하면 구조팀은 4층 선미에 진입하기 위해 '유압 톱'을 쓰기로 했다. 선체 외판을 일부 뜯어내 부유물들을 거둬내고는 있지만, 관물대나 책상 같은 장애물은 규모가 크기 때문에 안에서 톱으로 잘라낸 뒤 빼내겠다는 것이다. 굉장히 더딘 작업이 될 걸로 보이지만, 모든 수단과 방법을 동원하기로 한 상황인 만큼 가족들도 유압 톱 도입에 동의하였다.
- 사고 발생 102일(7월 26일)

어젯밤까지 강하게 불던 초속 10m 안팎의 강풍이 오늘은 다소 잦아들었다. 사고 해역에 발효됐던 풍랑주의보도 오늘 아침 9시부터 해제되면서 해상 수색이 재개되었는데, 해상수색은 함정과 항공기 등으로 사고해역 주변에 떠다니는 유실물이나 실종자는 없는지 확인하는 작업이다. 하지만, 보다 중요한 선체 수색은 현장의 파도 상황 때문에 아직 이뤄지지 못하고 있다. 현재 파도가 1.5m로 높아 서거차도와 관매도로 피항시켰던 바지선을 아직까지는 다시 끌어들일 수 없는 상황이라는 구조당국의 설명이다.
- 사고 발생 103일(7월 27일)

범정부 사고대책본부는 보도자료를 통해 지난 24일 태풍 마트모의 영향으로 중단된 수중수색작업이 4일만에 재개된다고 27일 밝혔다. 피항했던 보령바지선은 이날 오전 9시 30분, 팔팔바지선은 오후 12시 15분에 사고해역에서 고정을 완료했다. 민관군 합동구조팀도 바지선으로 복귀했고 이날 오후 1시 24분부터 잠수사를 투입해 수중수색작업을 벌이고 있다. 한편 수색이 중단된 가운데 구조팀은 해경함정과 항공기를 동원해 수색을 벌였지만 추가 희생자를 발견하지 못하였다.
- 사고 발생 104일(7월 28일)

광주지방법원 형사11부는 7월 28일 수원지방법원 안산지원에서 A양 등 단원고 학생 6명과 일반인 탑승객 등 9명을 증인으로 출석시킨 가운데 살인 등의 혐의로 구속기소 된 세월호 선장 이준석씨와 승무원 등 15명에 대한 재판을 하였다.
- 사고 발생 105일(7월 29일)

마지막 111번째 격실의 부유물을 제거 중인 합동구조팀이 빠르면 1주일 안에 작업을 마무리할 수 있을 걸로 보인다. 해당 마지막 격실에는 최소 1명의 단원고 학생이 있을 걸로 예상되는 곳이며, 구조당국은 민간업체 88수중이 부유물 제거 작업을 마무리하면 곧바로 해군과 수색 구역을 교대해 실종자 수색 작업에 들어갈 계획이라고 밝혔다.
- 사고 발생 106일(7월 30일)

구조당국은 향후 수색 계획을 크게 2단계로 세운 것으로 확인됐는데 우선 잠수시간이 길어진 나이트록스 잠수사들이 세월호 선내 전 구역을 수색하게 하는 것이 1단계이며, 2단계로는 새로 도입될 영상촬영장비로 선내 구석구석을 촬영하고, 눈으로 확인이 안 되는 곳은 전자코 장비를 이용해 시신의 냄새를 탐지할 예정이다. 현재 마지막 111번째 격실 부유물을 제거 중인 잠수사들로부터 "실종자의 것으로 추정되는 냄새가 난다"는 증언이 나오고 있어, 추가 실종자가 나올지 가족들의 관심이 모아지고 있다.
- 사고 발생 107일(7월 31일)

제12호 태풍 '나크리'의 북상으로 지난 30일 오후 7시부터 사고해역에 대기 중이던 2척의 바지가 수색현장을 벗어나 31일 오전 7시께 목포항으로 피항하였다. 대책본부는 태풍진로에 따라 소형함정부터 순차적으로 피항하고 중·대형 함정들은 최대한 수색을 지속할 예정이다. 대책본부는 함정 85척, 항공기 16대, 민간어선 28척 등을 동원하여 해상 및 도서지역 수색활동을 한다.

### 8월 이후
- 사고 발생 196일(10월 28일)

오후 5시 15분 세월호 4층 중앙부에서 시신 한 구가 발견되었다.(사망자 295명)
- 사고 발생 210일(11월 11일)

정부가 실종자 수색을 공식적으로 중단한다고 발표하였다.

## 2017년
- 사고 발생 1060일(2017년 3월 10일)

세월호 인양을 시도하겠다고 결정하였다.
대통령 박근혜가 탄핵 인용으로 파면되어 대통령직을 잃게 되었다.
- 사고 발생 1068일(3월 18일)

3월 20일~22일 세월호를 인양하겠다고 발표하였다.
- 사고 발생 1069일(3월 19일)

기상이 악화될 것으로 보여 인양을 취소하였다.
- 사고 발생 1072일(3월 22일)

오전 10시 : 세월호 시험 인양 시작
오후 3시 30분 : 세월호 해저면서 1m 인양
오후 8시 50분 : 세월호 본체 인양 시작
- 사고 발생 1073일(3월 23일)

오전 3시 45분 : 세월호 스태빌라이저 육안으로 수면 위에서 관측
오전 10시 : 세월호 수면위 2m 인양 성공
오후 2시 : 세월호 수면위 6m 인양 성공
오후 5시 : 세월호 수면위 8.5m 인양 성공
오후 10시 : 진도군청 긴급 브리핑에서 좌현 선미 램프 제거하기로 결정
- 사고 발생 1074일(3월 24일)

오전 6시 45분 : 세월호 좌현 선미 램프 제거 완료
오전 11시 10분 : 세월호 수면위 13m 인양 성공
오후 4시 55분 : 반잠수선 향해 출발
오후 8시 30분 : 반잠수선 인근 200m 지점 도착
오후 10시 : 세월호 반잠수선 데크 위에 정위치
- 사고 발생 1075일(3월 25일)

오전 0시 : 세월호를 반잠수식 선박 안에 정위치 배치 완료